# Giải Quả cầu vàng lần thứ 74
Giải Quả cầu vàng
lần thứ 74

8 tháng 1 năm 2017
Phim chính kịch hay nhất: 

Moonlight
Phim ca nhạc hoặc hài hay nhất: 

La La Land
Phim truyền hình chính kịch hay nhất: 

The Crown
Phim truyền hình ca nhạc hoặc hài hay nhất: 

Atlanta
Phim truyền hình một tập hoặc loạt phim ngắn tập hay nhất: 

The People v. O. J. Simpson: American Crime Story
Giải Quả cầu vàng lần thứ 74 vinh danh những tác phẩm điện ảnh và truyền hình xuất sắc nhất của năm 2016, được truyền hình trực tiếp từ Khách sạn Beverly Hilton ở Beverly Hills, California vào ngày 8 tháng 1 năm 2017 lúc 5:00 p.m. PST / 8:00 p.m. EST bởi đài NBC. Lễ trao giải do công ty Dick Clark Productions phối hợp cùng Hiệp hội báo chí nước ngoài ở Hollywood sản xuất.
Diễn viên và chủ trì truyền hình Jimmy Fallon thông báo đảm nhận vai trò dẫn chương trình vào ngày 2 tháng 8 năm 2016. Meryl Streep được thông báo nhận giải giải thưởng Thành tựu trọn đời Cecil B. DeMille vào ngày 3 tháng 11 năm 2016. Các đề cử được công bố vào ngày 12 tháng 12 năm 2016 bởi Don Cheadle, Laura Dern và Anna Kendrick.
La La Land chiến thắng toàn bộ 7 giải được đề cử, trở thành phim thành công nhất trong lịch sử giải Quả cầu vàng và là phim thứ 7 giành tất cả giải đề cử, bao gồm các hạng mục Đạo diễn và Kịch bản hay nhất cho Damien Chazelle, cũng như "Phim ca nhạc hoặc phim hài hay nhất". Phim Elle giành trọn hai giải được đề cử. The Night Manager, Atlanta, The Crown và The People v. O. J. Simpson: American Crime Story là những chương trình truyền hình giành nhiều giải thưởng nhất.

## Giải thưởng và đề cử
Đề cử cho giải Quả cầu vàng lần thứ 74 được thông báo ngày 12 tháng 12 năm 2016. Người chiến thắng viết bằng chữ in đậm và có dấu ().

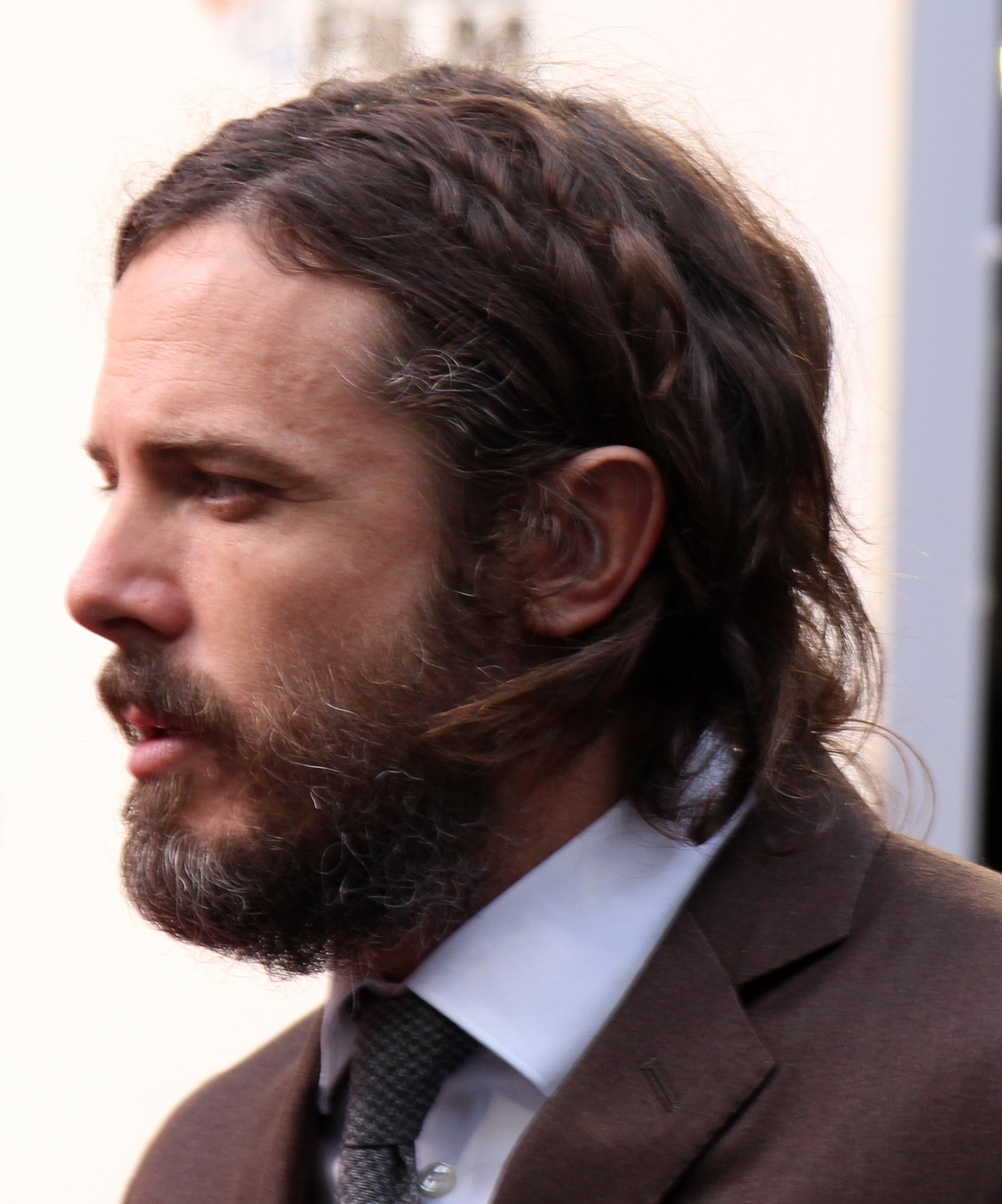
Casey Affleck, Nam diễn viên phim chính kịch xuất sắc nhất

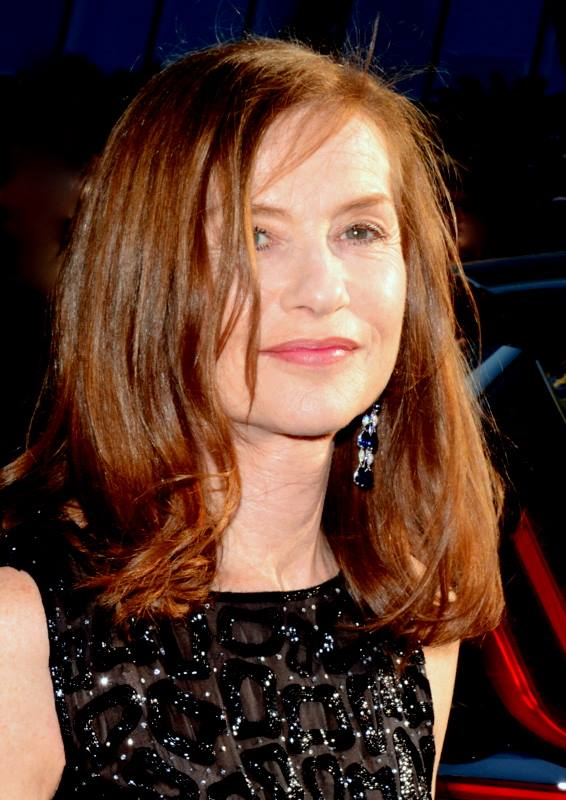
Isabelle Huppert, Nữ diễn viên phim chính kịch xuất sắc nhất

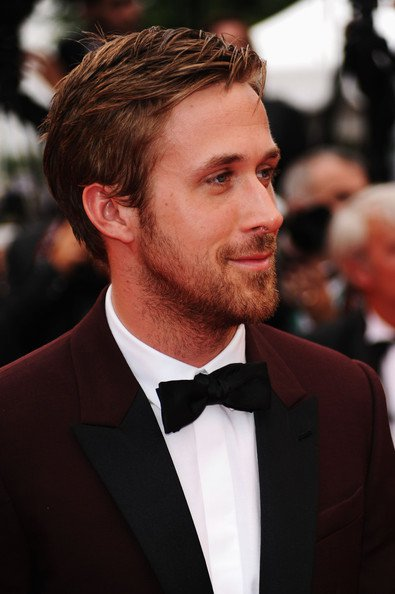
Ryan Gosling, Nam diễn viên phim ca nhạc hoặc phim hài xuất sắc nhất

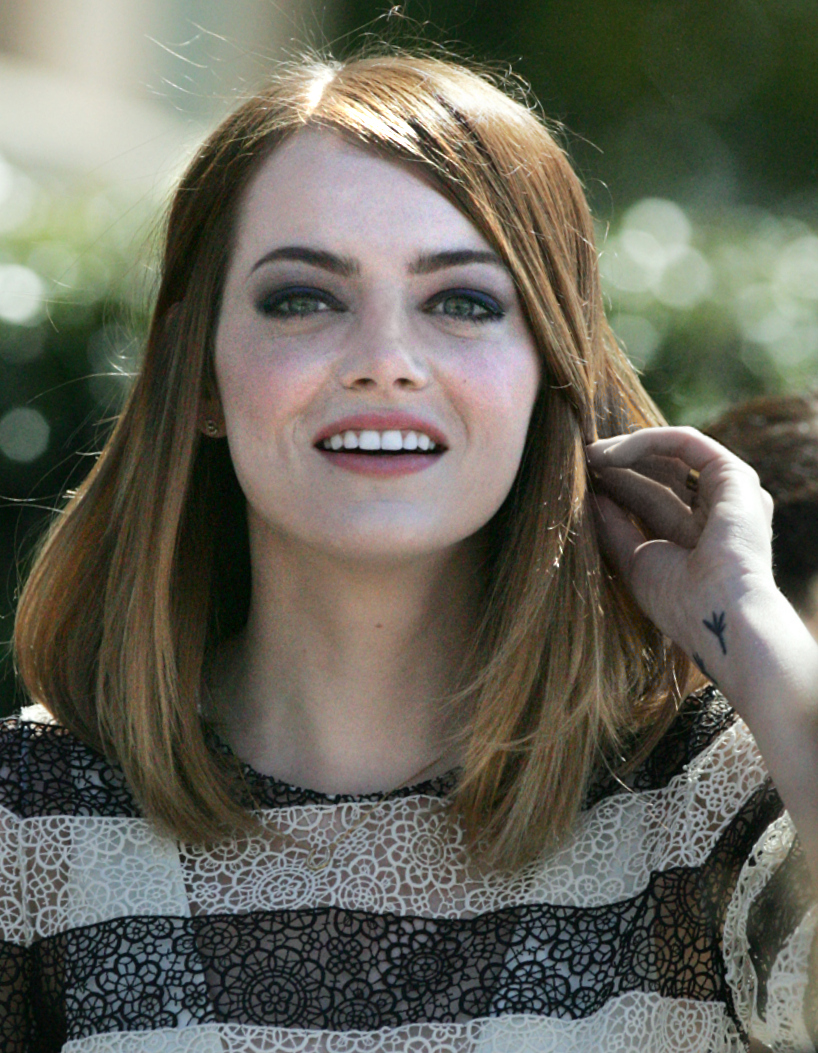
Emma Stone, Nữ diễn viên phim ca nhạc hoặc phim hài xuất sắc nhất

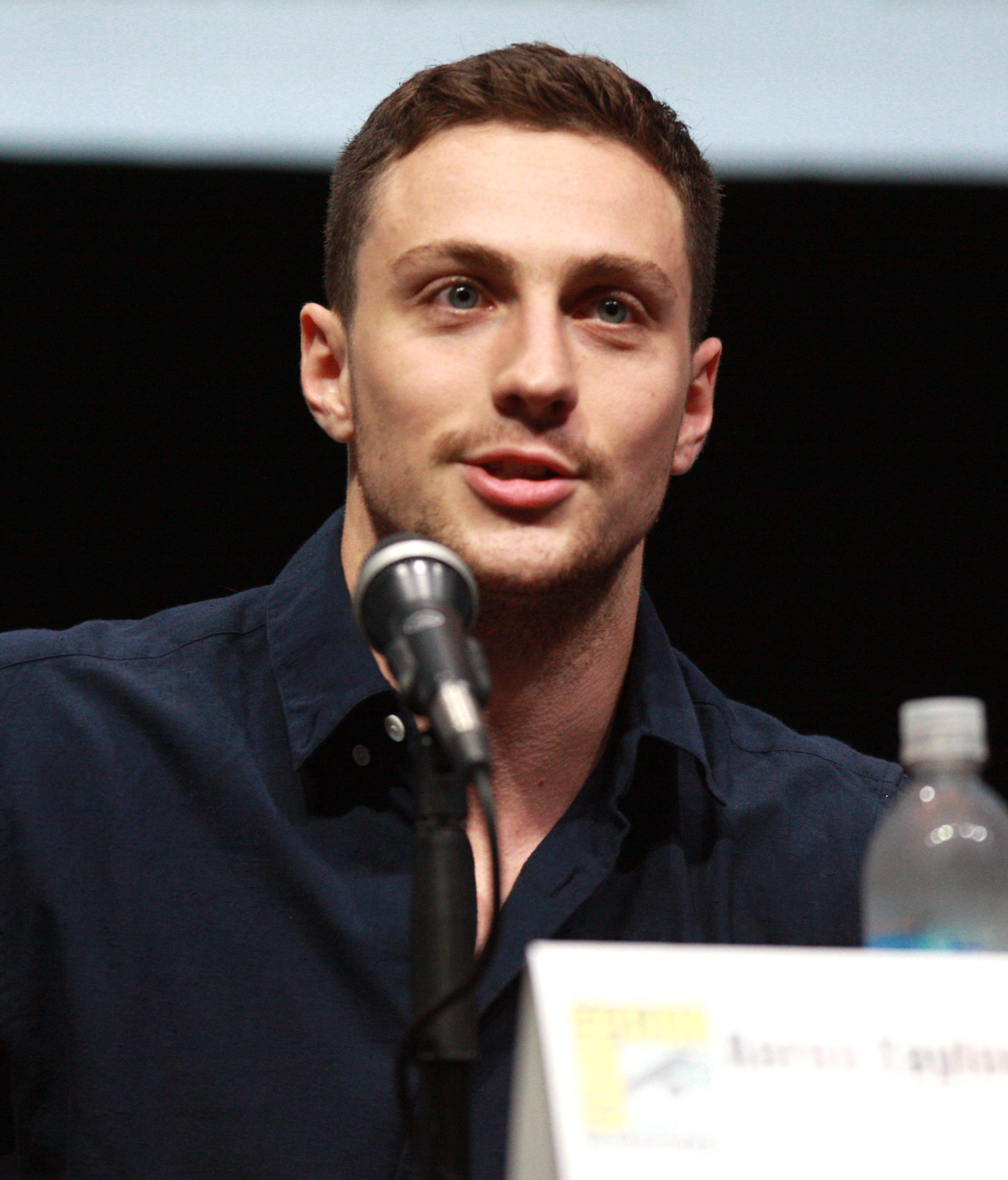
Aaron Taylor-Johnson, Nam diễn viên phụ xuất sắc nhất

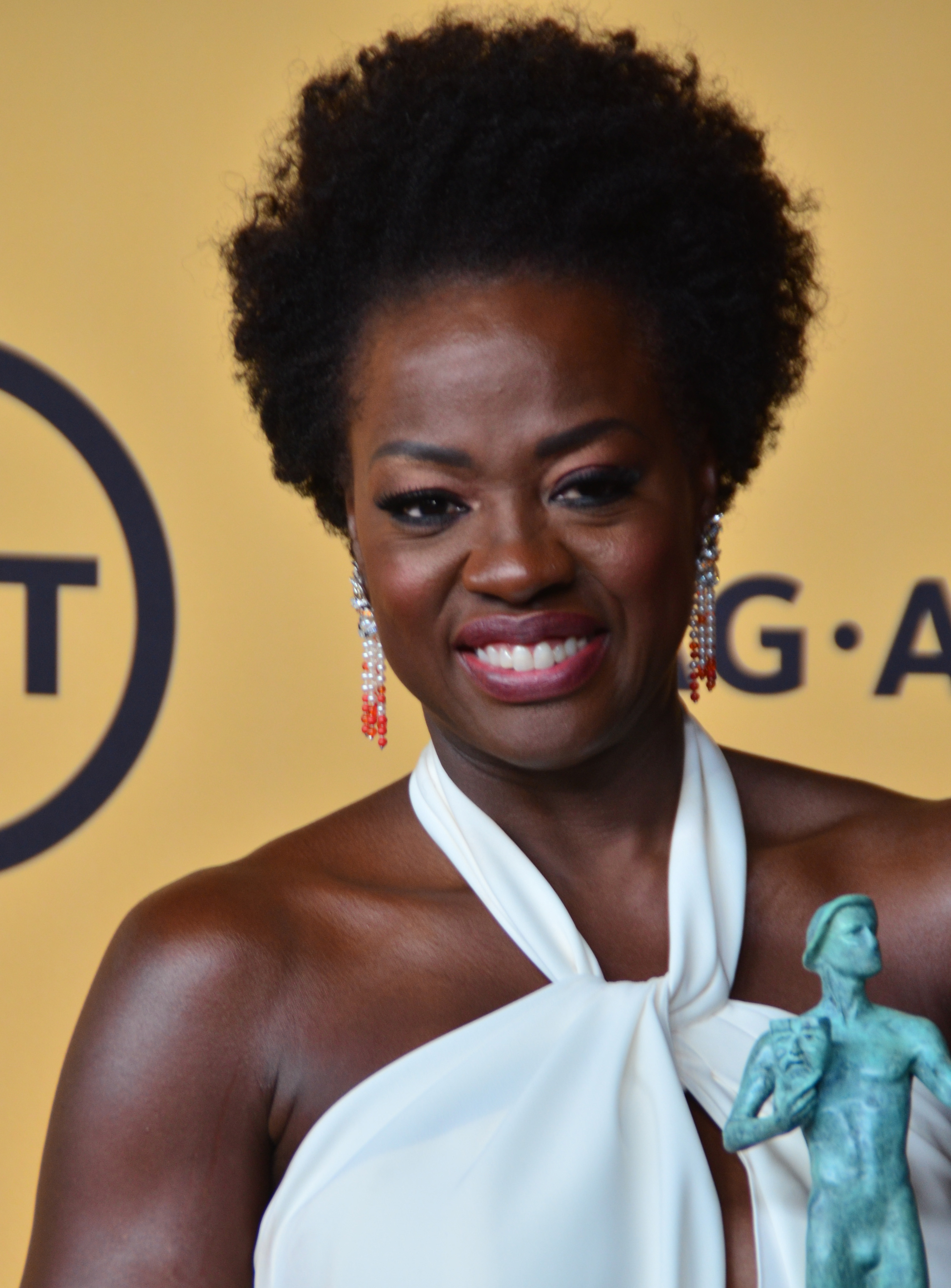
Viola Davis, Nữ diễn viên phụ xuất sắc nhất

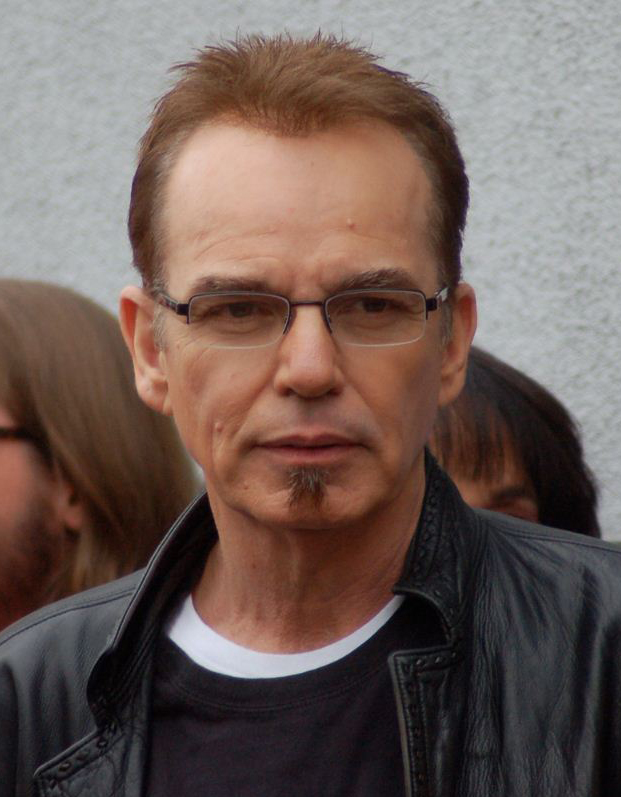
Billy Bob Thornton, Nam diễn viên phim truyền hình chính kịch xuất sắc nhất

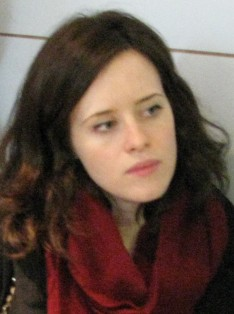
Claire Foy, Nữ diễn viên phim truyền hình chính kịch xuất sắc nhất

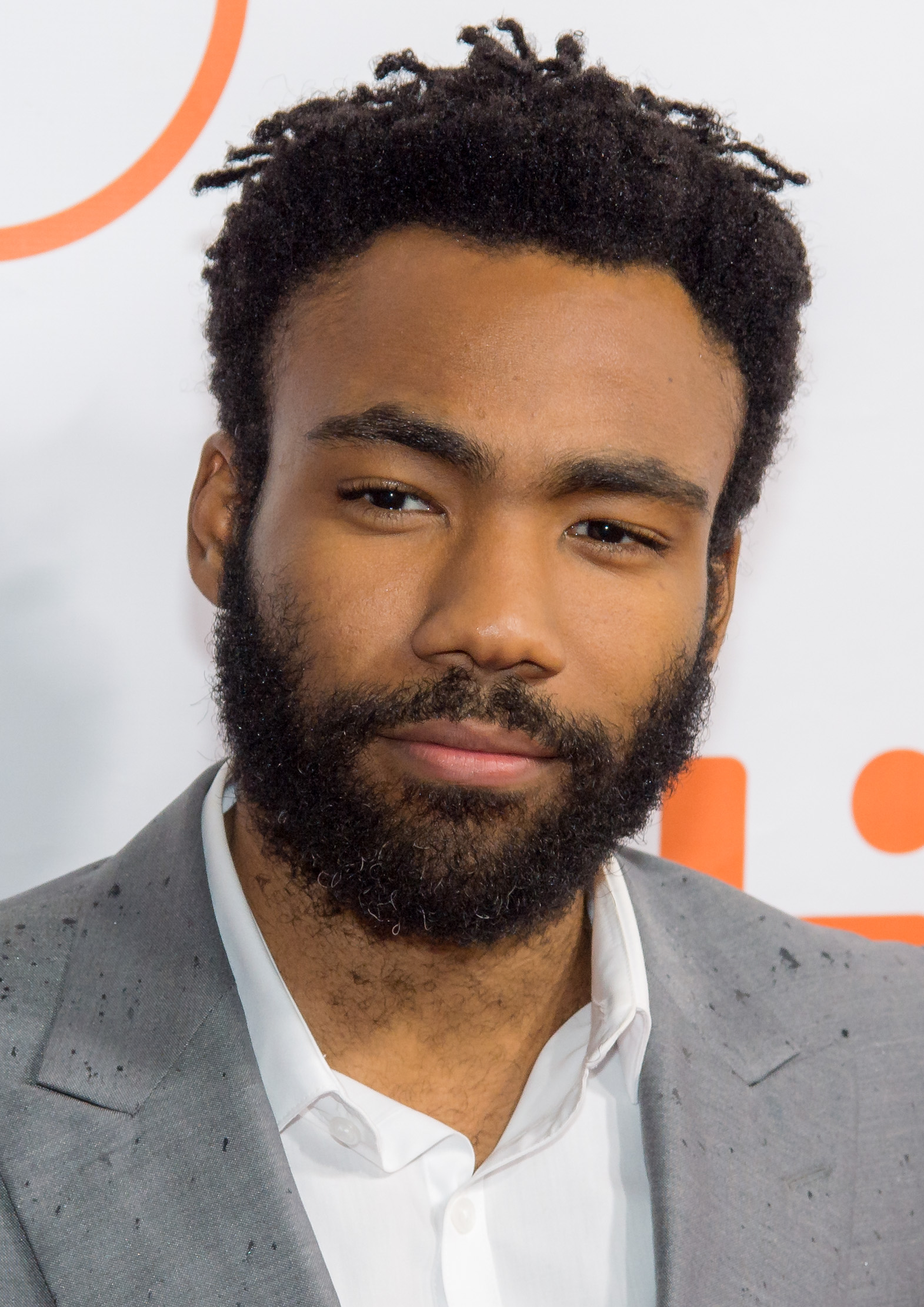
Donald Glover, Nam diễn viên phim truyền hình ca nhạc hoặc hài xuất sắc nhất

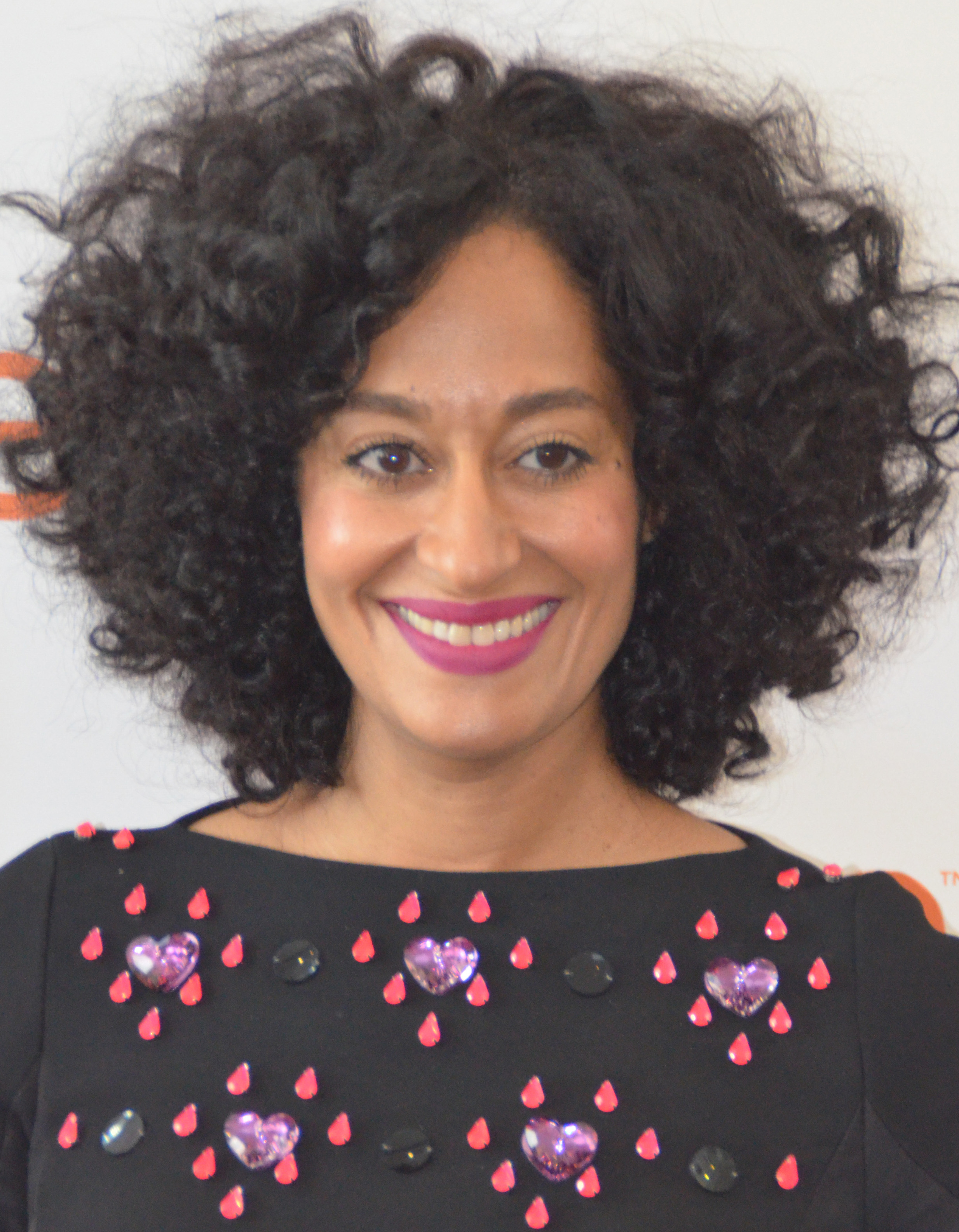
Tracee Ellis Ross, Nữ diễn viên phim truyền hình ca nhạc hoặc hài xuất sắc nhất

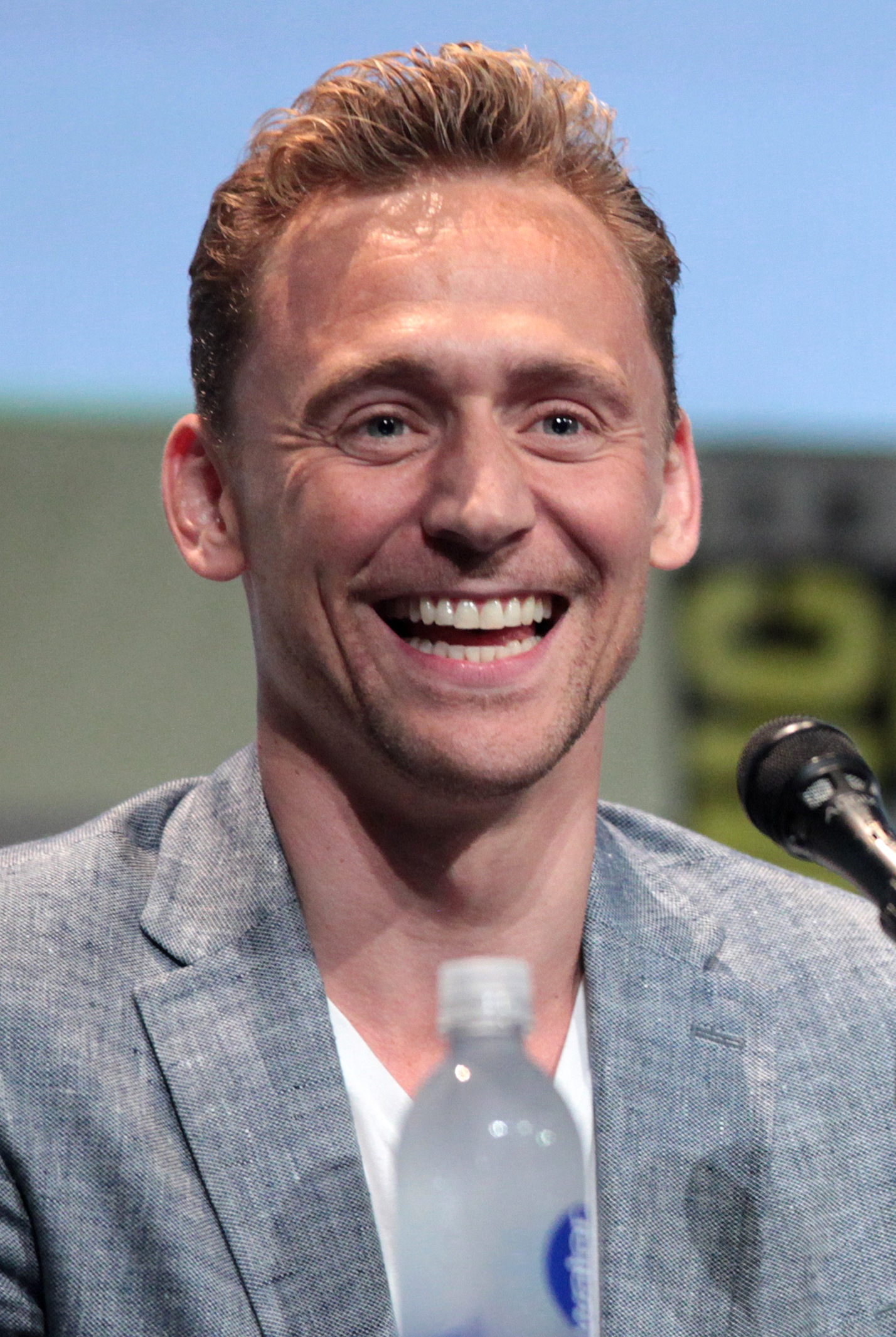
Tom Hiddleston, Nam diễn viên phim truyền hình một tập hoặc loạt phim ngắn tập xuất sắc nhất

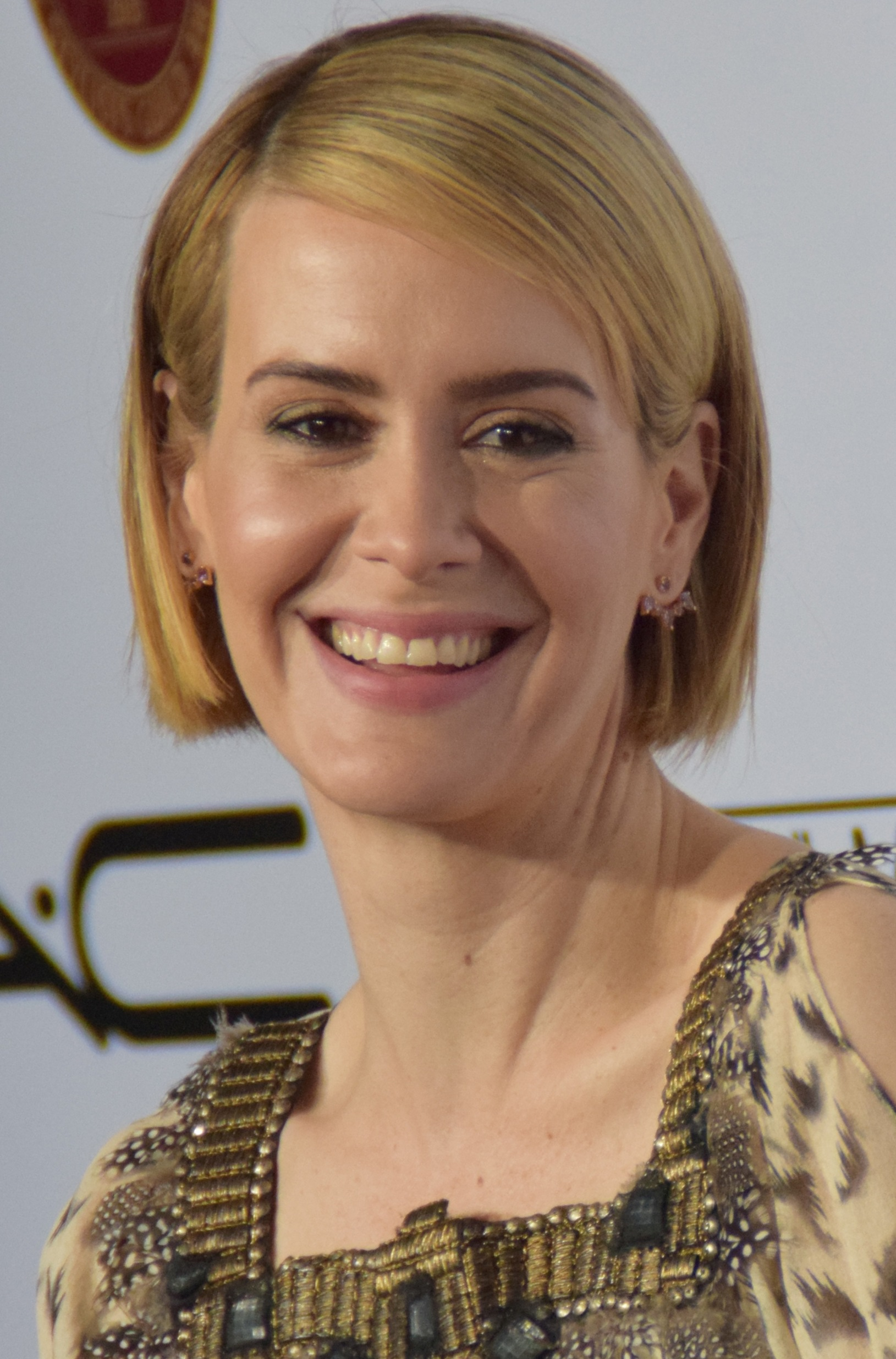
Sarah Paulson, Nữ diễn viên phim truyền hình một tập hoặc loạt phim ngắn tập xuất sắc nhất

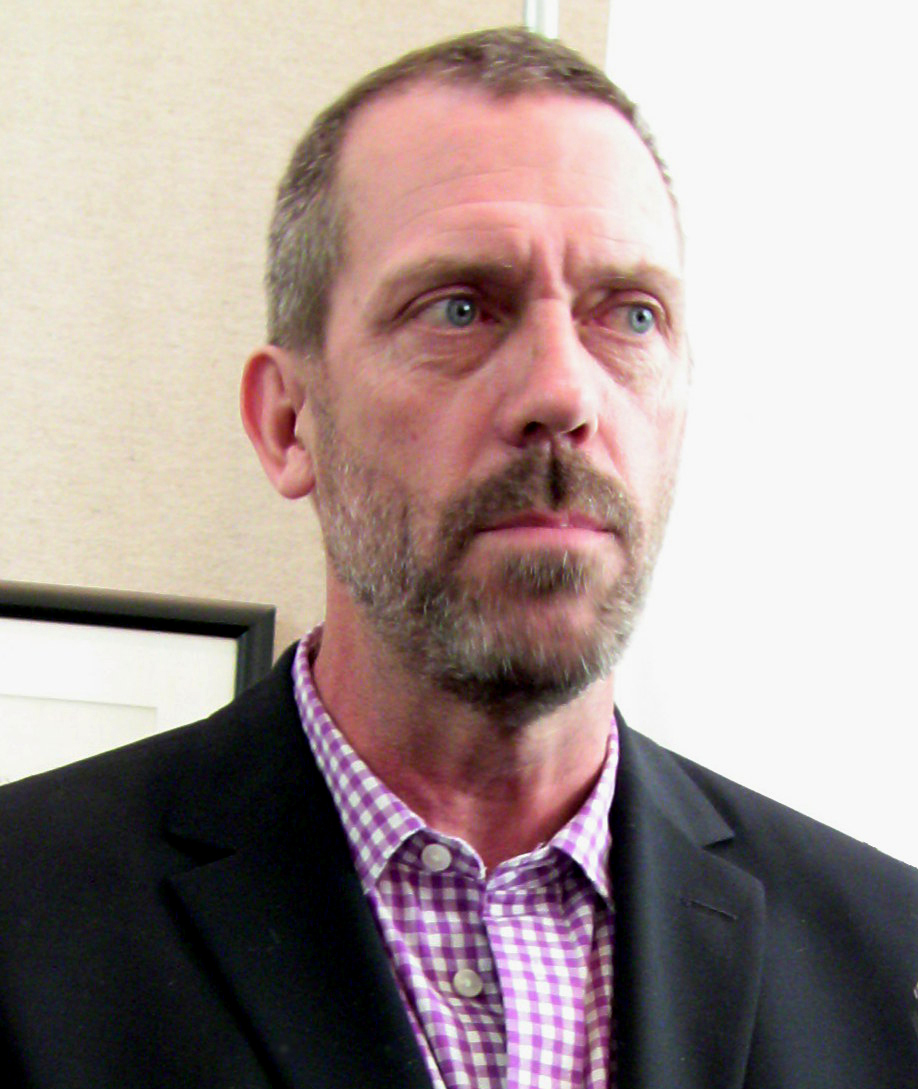
Hugh Laurie, Nam diễn viên phụ truyền hình xuất sắc nhất

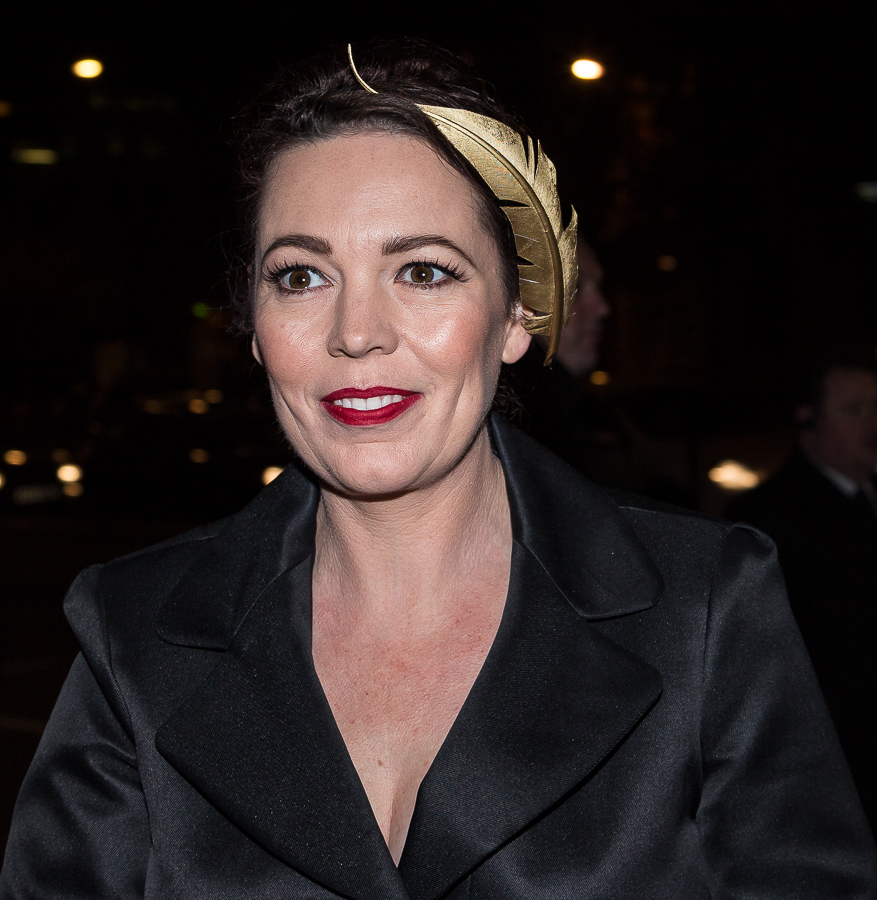
Olivia Colman, Nữ diễn viên phụ truyền hình xuất sắc nhất

### Điện ảnh
| Phim điện ảnh hay nhất | Phim điện ảnh hay nhất |
| Chính kịch | Phim ca nhạc hoặc hài |
| --- | --- |
| - Moonlight - Hacksaw Ridge - Hell or High Water - Lion - Manchester by the Sea | - La La Land - 20th Century Women - Deadpool - Florence Foster Jenkins - Sing Street |
| Diễn xuất trong phim chính kịch | |
| Nam diễn viên chính | Nữ diễn viên chính |
| - Casey Affleck – Manchester by the Sea vai Lee Chandler - Joel Edgerton – Loving vai Richard Loving - Andrew Garfield – Hacksaw Ridge vai Desmond T. Doss - Viggo Mortensen – Captain Fantastic vai Ben Cash - Denzel Washington – Fences vai Troy Maxson | - Isabelle Huppert – Elle vai Michèle Leblanc - Amy Adams – Arrival vai Dr. Louise Banks - Jessica Chastain – Miss Sloane vai Elizabeth Sloane - Ruth Negga – Loving vai Mildred Loving - Natalie Portman – Jackie vai Jackie Kennedy |
| Diễn xuất trong phim hài hoặc nhạc kịch | |
| Nam diễn viên chính | Nữ diễn viên chính |
| - Ryan Gosling – La La Land vai Sebastian Wilder - Colin Farrell – The Lobster vai David - Hugh Grant – Florence Foster Jenkins vai St. Clair Bayfield - Jonah Hill – War Dogs vai Efraim Diveroli - Ryan Reynolds – Deadpool vai Wade Wilson/Deadpool     | - Emma Stone – La La Land vai Mia Dolan - Annette Bening – 20th Century Women vai Dorothea Fields - Lily Collins – Rules Don't Apply vai Marla Mabrey - Hailee Steinfeld – The Edge of Seventeen vai Nadine Franklin - Meryl Streep – Florence Foster Jenkins vai Florence Foster Jenkins                                                             |
| Diễn xuất phụ trong phim điện ảnh | |
| Nam diễn viên phụ | Nữ diễn viên phụ |
| - Aaron Taylor-Johnson – Nocturnal Animals vai Ray Marcus - Mahershala Ali – Moonlight vai Juan - Jeff Bridges – Hell or High Water vai Marcus Hamilton - Simon Helberg – Florence Foster Jenkins vai Cosmé McMoon - Dev Patel – Lion vai Saroo Brierley   | - Viola Davis – Fences vai Rose Maxson - Naomie Harris – Moonlight vai Paula - Nicole Kidman – Lion vai Sue Brierley - Octavia Spencer – Hidden Figures vai Dorothy Vaughan - Michelle Williams – Manchester by the Sea vai Randi |
| Khác | |
| Đạo diễn xuất sắc nhất | Kịch bản hay nhất |
| - Damien Chazelle – La La Land - Tom Ford – Nocturnal Animals - Mel Gibson – Hacksaw Ridge - Barry Jenkins – Moonlight - Kenneth Lonergan – Manchester by the Sea                                                                                          | - Damien Chazelle – La La Land - Tom Ford – Nocturnal Animals - Barry Jenkins – Moonlight - Kenneth Lonergan – Manchester by the Sea - Taylor Sheridan – Hell or High Water |
| Nhạc phim hay nhất | Ca khúc trong phim hay nhất |
| - Justin Hurwitz – La La Land - Nicholas Britell – Moonlight - Jóhann Jóhannsson – Arrival - Dustin O'Halloran & Hauschka – Lion - Hans Zimmer, Pharrell Williams & Benjamin Wallfisch – Hidden Figures                                                    | - "City of Stars" (Justin Hurwitz, Pasek & Paul) – La La Land - "Can't Stop the Feeling!" (Max Martin, Shellback & Justin Timberlake) – Trolls - "Faith" (Ryan Tedder, Stevie Wonder & Francis Farewell Starlite) – Sing - "Gold" (Stephen Gaghan, Danger Mouse, Daniel Pemberton & Iggy Pop) – Gold - "How Far I'll Go" (Lin-Manuel Miranda) – Moana |
| Phim hoạt hình hay nhất | Phim ngoại ngữ hay nhất |
| - Zootopia - Kubo and the Two Strings - Moana - My Life as a Courgette - Sing | - Elle (Pháp) - Divines (Pháp) - Neruda (Chile) - The Salesman (Iran/Pháp) - Toni Erdmann (Đức) |

### Phim có nhiều đề cử
17 phim dưới đây đã nhận được nhiều đề cử cùng lúc:
| Số đề cử | Tên phim                |
| -------- | ----------------------- |
| 7        | La La Land              |
| 6        | Moonlight               |
| 5        | Manchester by the Sea   |
| 4        | Florence Foster Jenkins |
| 4        | Lion                    |
| 3        | Hacksaw Ridge           |
| 3        | Hell or High Water      |
| 3        | Nocturnal Animals       |
| 2        | 20th Century Women      |
| 2        | Arrival                 |
| 2        | Deadpool                |
| 2        | Elle                    |
| 2        | Fences                  |
| 2        | Hidden Figures          |
| 2        | Loving                  |
| 2        | Moana                   |
| 2        | Sing                    |

### Phim thắng nhiều giải
2 phim dưới đây giành nhiều giải thưởng cùng lúc:
| Số giải | Tên phim   |
| ------- | ---------- |
| 7       | La La Land |
| 2       | Elle       |

### Truyền hình
| Phim truyền hình hay nhất | Phim truyền hình hay nhất |
| Phim truyền hình chính kịch | Ca nhạc hoặc hài |
| --- | --- |
| - The Crown - Game of Thrones - Stranger Things - This Is Us - Westworld | - Atlanta - Black-ish - Mozart in the Jungle - Transparent - Veep |
| Diễn xuất trong phim truyền hình chính kịch | |
| Nam diễn viên | Nữ diễn viên |
| - Billy Bob Thornton – Goliath vai Billy McBride - Rami Malek – Mr. Robot vai Elliot Alderson - Bob Odenkirk – Better Call Saul vai James Morgan "Jimmy" McGill - Matthew Rhys – The Americans vai Philip Jennings - Liev Schreiber – Ray Donovan vai Raymond "Ray" Donovan                                                                                      | - Claire Foy – The Crown vai Queen Elizabeth II - Caitriona Balfe – Outlander vai Claire Beauchamp Randall/Fraser - Keri Russell – The Americans vai Elizabeth Jennings - Winona Ryder – Stranger Things vai Joyce Byers - Evan Rachel Wood – Westworld vai Dolores Abernathy                                                                  |
| Diễn xuất trong phim truyền hình ca nhạc hoặc hài | |
| Nam diễn viên | Nữ diễn viên |
| - Donald Glover – Atlanta vai Earnest "Earn" Marks - Anthony Anderson – Black-ish vai Andre "Dre" Johnson Sr. - Gael García Bernal – Mozart in the Jungle vai Rodrigo De Souza - Nick Nolte – Graves vai Richard Graves - Jeffrey Tambor – Transparent vai Maura Pfefferman                                                                                      | - Tracee Ellis Ross – Black-ish vai Dr. Rainbow "Bow" Johnson - Rachel Bloom – Crazy Ex-Girlfriend vai Rebecca Nora Bunch - Julia Louis-Dreyfus – Veep vai Selina Meyer - Sarah Jessica Parker – Divorce vai Frances Dufresne - Issa Rae – Insecure vai Issa Dee - Gina Rodriguez – Jane the Virgin vai Jane Gloriana Villanueva               |
| Diễn xuất trong phim truyền hình một tập hoặc loạt phim ngắn tập | |
| Nam diễn viên chính | Nữ diễn viên chính |
| - Tom Hiddleston – The Night Manager vai Jonathan Pine - Riz Ahmed – The Night Of vai Nasir "Naz" Khan - Bryan Cranston – All the Way vai President Lyndon B. Johnson - John Turturro – The Night Of vai John Stone - Courtney B. Vance – The People v. O. J. Simpson: American Crime Story vai Johnnie Cochran                                                  | - Sarah Paulson – The People v. O. J. Simpson: American Crime Story vai Marcia Clark - Felicity Huffman – American Crime vai Leslie Graham - Riley Keough – The Girlfriend Experience vai Christine Reade/"Chelsea Rayne"/"Amanda Hayes" - Charlotte Rampling – London Spy vai Frances Turner - Kerry Washington – Confirmation vai Anita Hill |
| Diễn xuất phụ trong phim truyền hình, phim truyền hình một tập hoặc loạt phim ngắn tập | |
| Nam diễn viên phụ | Nữ diễn viên phụ |
| - Hugh Laurie – The Night Manager vai Richard Onslow Roper - Sterling K. Brown – The People v. O. J. Simpson: American Crime Story vai Christopher Darden - John Lithgow – The Crown vai Winston Churchill - Christian Slater – Mr. Robot vai Mr. Robot / Edward Alderson - John Travolta – The People v. O. J. Simpson: American Crime Story vai Robert Shapiro | - Olivia Colman – The Night Manager vai Angela Burr - Lena Headey – Game of Thrones vai Cersei Lannister - Chrissy Metz – This Is Us vai Kate Pearson - Mandy Moore – This Is Us vai Rebecca Pearson - Thandie Newton – Westworld vai Maeve Millay                                                                                             |
| Phim truyền hình một tập hoặc loạt phim ngắn tập hay nhất | |
| - The People v. O. J. Simpson: American Crime Story - American Crime - The Dresser - The Night Manager - The Night Of | |

### Phim truyền hình được nhiều đề cử
16 phim truyền hình dưới đây nhận được nhiều hơn 1 đề cử:
| Số đề cử | Tên phim                                          |
| -------- | ------------------------------------------------- |
| 5        | The People v. O. J. Simpson: American Crime Story |
| 4        | The Night Manager                                 |
| 3        | Black-ish                                         |
| 3        | The Crown                                         |
| 3        | The Night Of                                      |
| 3        | This Is Us                                        |
| 3        | Westworld                                         |
| 2        | American Crime                                    |
| 2        | Atlanta                                           |
| 2        | Game of Thrones                                   |
| 2        | Mozart in the Jungle                              |
| 2        | Mr. Robot                                         |
| 2        | Stranger Things                                   |
| 2        | The Americans                                     |
| 2        | Transparent                                       |
| 2        | Veep                                              |

### Phim truyền hình giành nhiều giải
4 phim sau giành nhiều hơn 1 giải:
| Số giải | Tên phim                                          |
| ------- | ------------------------------------------------- |
| 3       | The Night Manager                                 |
| 2       | Atlanta                                           |
| 2       | The Crown                                         |
| 2       | The People v. O. J. Simpson: American Crime Story |

## Lễ trao giải

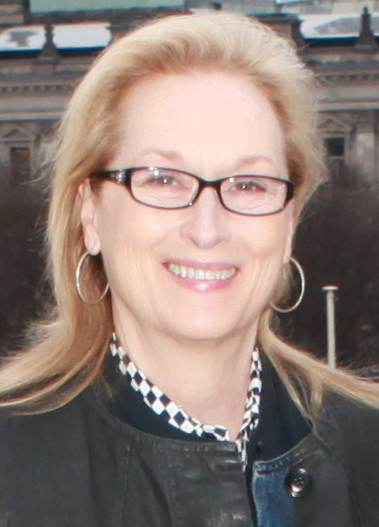
Meryl Streep, giải Thanh tựu trọn đời Cecil B. DeMille

Jimmy Fallon mở màn buổi trao giải bằng sự tri ân tới bộ phim La La Land, với sự góp mặt của Nicole Kidman, Amy Adams, Ryan Reynolds, Justin Timberlake và nhiều nghệ sĩ khác. Bài diễn văn mở đầu của anh gặp sự cố vì máy nhắc chữ bị lỗi.
Trong bài diễn văn của mình, Meryl Streep đã lên tiếng về sự đa dạng của Hollywood và chỉ trích Tổng thống tân cử Donald Trump mà không nhắc đích danh ông. Bà gay gắt phê bình sự chế giễu của Trump đối với nhà báo tật nguyền Serge F. Kovaleski của tờ New York Times, khẳng định: "Sự thô lỗ sẽ dẫn lối cho những điều thô lỗ. Bạo lực sẽ kích động bạo lực. Và khi một người quyền lực dùng địa vị để chà đạp người khác thì chúng ta đã hoàn toàn là những kẻ thua cuộc."

### Người trao giải
- Ben Affleck, Sienna Miller và Zoe Saldana trao giải Đạo diễn xuất sắc nhất
- Casey Affleck giới thiệu Manchester by the Sea
- Drew Barrymore và Timothy Olyphant trao giải Phim truyền hình ca nhạc hoặc hài hay nhất và Nữ diễn viên phim truyền hình ca nhạc hoặc hài xuất sắc nhất
- Kristen Bell và Cuba Gooding Jr. trao giải Best Supporting Actress – Series, Miniseries or Television Film
- Annette Bening giới thiệu 20th Century Women
- Matt Bomer và Naomi Campbell trao giải Best Supporting Actor – Series, Miniseries or Television Film
- Pierce Brosnan giới thiệu Sing Street
- Steve Carell và Kristen Wiig trao giải Best Animated Feature Film
- Jessica Chastain và Eddie Redmayne trao giải Best Motion Picture – Musical or Comedy
- Priyanka Chopra và Jeffrey Dean Morgan trao giải Best Actor in a Television Series – Drama
- Matt Damon trao giải Best Actress in a Motion Picture – Musical or Comedy
- Viola Davis trao giải Cecil B. DeMille Award
- Laura Dern và Jon Hamm trao giải Best Television Series – Drama and Best Actress in a Television Series – Drama
- Leonardo DiCaprio trao giải Best Actress in a Motion Picture – Drama
- Gal Gadot và Chris Hemsworth trao giải Best Foreign Language Film
- Hugh Grant giới thiệu Florence Foster Jenkins
- Jake Gyllenhaal giới thiệu Deadpool
- Goldie Hawn và Amy Schumer trao giải Best Actor in a Motion Picture – Musical or Comedy
- Felicity Jones và Diego Luna trao giải Best Screenplay
- Michael Keaton trao giải Best Supporting Actress – Motion Picture
- Anna Kendrick và Justin Theroux trao giải Best Actor – Miniseries or Television Film
- Nicole Kidman và Reese Witherspoon trao giải Best Miniseries or Television Film and Best Actress – Miniseries or Television Film
- Brie Larson trao giải Best Actor in a Motion Picture – Drama
- John Legend giới thiệu La La Land
- Mandy Moore và Milo Ventimiglia trao giải Best Actor in a Television Series – Comedy or Musical
- Dev Patel và Sunny Pawar giới thiệu Lion
- Chris Pine giới thiệu Hell or High Water
- Brad Pitt giới thiệu Moonlight
- Ryan Reynolds và Emma Stone trao giải Best Supporting Actor – Motion Picture
- Sylvester Stallone và Carl Weathers trao giải Best Motion Picture – Drama
- Sting và Carrie Underwood trao giải Best Original Score và Best Original Song
- Vince Vaughn giới thiệu Hacksaw Ridge
- Sofía Vergara trao giải Miss Golden Globe

## Tiếp nhận
Lễ trao giải thu hút 20.02 triệu người xem, với tỉ lệ Nielsen 5.6/18. Tỉ lệ người xem tăng 8 phần trăm so với 18.5 triệu lượt vào năm ngoái, là chương trình có tỉ lệ cao thứ ba của thập niên.

## In Memoriam
Tiết mục "In Memoriam" được phát sóng cùng buổi lễ trao giải. HFPA công bố danh sách tên trên trang mạng chính thức:
- Pat Harrington, Jr.
- David Bowie
- Alan Rickman
- George Kennedy
- Larry Drake
- Ken Howard
- Garry Shandling
- Earl Hamner Jr.
- Patty Duke
- Ronit Elkabetz
- Prince
- Muhammad Ali
- Christina Grimmie
- Theresa Saldana
- Peter Shaffer
- Anton Yelchin
- Michael Cimino
- Abbas Kiarostami
- Hector Babenco
- Garry Marshall
- Fyvush Finkel
- Arthur Hiller
- Gene Wilder
- Hugh O'Brian
- Curtis Hanson
- Robert Vaughn
- Alan Thicke
- Zsa Zsa Gabor
- George Michael
- Carrie Fisher
- Debbie Reynolds